# Amerila catinca
Amerila catinca is een vlinder uit de familie spinneruilen (Erebidae), onderfamilie beervlinders (Arctiinae). De wetenschappelijke naam van de soort is voor het eerst geldig gepubliceerd in 1997 door Häuser & Boppré.
Deze nachtvlinder komt voor in tropisch Afrika.